# Ģirts Dzelde
Ģirts Dzelde (ur. 16 lipca 1963 w Rydze) – łotewski tenisista, reprezentant w Pucharze Davisa.

## Kariera tenisowa
Karierę zawodową Dzelde rozpoczął w 1988 roku, a zakończył w 2000 roku.
W grze podwójnej Dzelde osiągnął trzy finały kategorii ATP World Tour, w 1992 i 1993 roku w Casablance oraz w 1996 roku w Umagu.
W lipcu 1987 roku zdobył srebrny medal podczas uniwersjady w Zagrzebiu w konkurencji gry deblowej.
W latach 1993–2000 reprezentował Łotwę w Pucharze Davisa, rozgrywając łącznie 43 meczów, z których w 26 zwyciężył.
W rankingu gry pojedynczej Dzelde najwyżej był na 273. miejscu (29 lipca 1991), a w klasyfikacji gry podwójnej na 108. pozycji (4 października 1993).

### Finały w turniejach ATP World Tour
| Nazwa                        |
| ---------------------------- |
| Wielki Szlem                 |
| Igrzyska olimpijskie         |
| ATP Tour World Championships |
| ATP Masters Series           |
| ATP Championship Series      |
| ATP World Series             |

#### Gra podwójna (0–3)
| Końcowy wynik | Nr | Data             | Turniej    | Nawierzchnia | Partner        | Przeciwnicy                     | Wynik finału  |
| ------------- | -- | ---------------- | ---------- | ------------ | -------------- | ------------------------------- | ------------- |
| Finalista     | 1. | 22 marca 1992    | Casablanca | Ceglana      | T.J. Middleton | Horacio de la Peña Jorge Lozano | 6:2, 4:6, 6:7 |
| Finalista     | 2. | 21 marca 1993    | Casablanca | Ceglana      | Goran Prpić    | Mike Bauer Piet Norval          | 5:7, 6:7      |
| Finalista     | 3. | 18 sierpnia 1996 | Umag       | Ceglana      | Udo Plamberger | Pablo Albano Luis Lobo          | 4:6, 1:6      |